# Bandera de Hontanares de Eresma
La bandera de Hontanares de Eresma es un símbolo de Hontanares de Eresma, un municipio de la provincia de Segovia, comunidad autónoma de Castilla y León, en España.

## Descripción
La bandera de Hontanares de Eresma que fue oficializado el 31 de mayo de 2005, y su descripción heráldica es:

«Bandera rectangular de proporciones 2:3, formada por siete franjas horizontales en proporciones 1/5, 1/10, 1/10, 1/5, 1/10, 1/10 y 1/5, siendo de arriba abajo roja, blanca, azul, blanca, azul, blanca y roja.»
Boletín Oficial de Castilla y León nº 114/2005